# Horrea candelaria
Gli Horrea candelaria erano dei magazzini (horreum) di epoca romana evidentemente utilizzati per conservare candele e torce di cera o di sego, noto solo dal frammento 44 della Forma Urbis Severiana che permette di localizzarli sul Celio, a Nord del Balneum Caesaris, nei pressi dell'incrocio fra il Clivus Scauri e il Clivus Victoriae
Erano costituiti semplicemente da una corte quadrangolare scoperta, circondata da muri almeno su tre lati (il quarto non è rappresentato nel frammento), nei quali si aprivano due ampi accessi: evidentemente, la merce era stivata senza strutture di protezione permanenti.